# 3-Butensäure
3-Butensäure ist eine kurzkettige ungesättigte Carbonsäure. Sie ist eine hellgelbe, klare Flüssigkeit, deren Flammpunkt bei 65 °C liegt. Sie ist isomer zur Crotonsäure und Isocrotonsäure, bei denen die Doppelbindung in Position 2 liegt.

## Synthese
3-Butensäure kann durch Hydrolyse von Allylcyanid hergestellt werden, das wiederum aus Allylbromid und Kupfer(I)-cyanid synthetisiert wird.
Auch die Reaktion der entsprechenden Grignard-Verbindung mit Kohlendioxid liefert 3-Butensäure.
Die großtechnische Herstellung ist über eine katalytische Reaktion aus Allylalkohol und Kohlenmonoxid möglich.

## Reaktionen
3-Butensäure kann mit Lithiumaluminiumhydrid zu 3-Buten-1-ol reduziert werden.
In der Dampfphase wird 3-Butensäure bei höheren Temperaturen zu Propen und Kohlendioxid decarboxyliert.
Die Bromierung von 3-Butensäure mit elementarem Brom führt hauptsächlich zur 3,4-Dibrombutansäure, durch eine intramolekulare Kondensationsreaktion entsteht jedoch auch unter Abspaltung von Bromwasserstoff das entsprechende Lacton.
Die Hydroformylierung von 3-Butensäure liefert grundsätzlich ein Isomerengemisch, jedoch kann durch die Wahl geeigneter Katalysatoren die Regioselektivität der Reaktion gesteuert werden.
Mit Nickel(II)-chlorid und Natriumhypochlorit in Dichlormethan kann durch zweifache Oxidation Fumarsäure hergestellt werden.
Mit Trinitromethan bildet sich 3-Methyl-4,4,4-trinitrobuttersäure.
Die Kondensation von 3-Butensäure mit aromatischen 2-Hydroxyaldehyden liefert 3-Vinylcumarine.
Auch mit Oximen finden unter geeigneten Bedingungen Cycloadditionen statt:

## Externe Links zu erwähnten Verbindungen
1. ↑  Externe Identifikatoren von bzw. Datenbank-Links zu 3,4-Dibrombutansäure:  CAS-Nr.: 16507-32-7, PubChem: 267529, ChemSpider: 235140, Wikidata: Q131301889.